# Kloster St. Marx

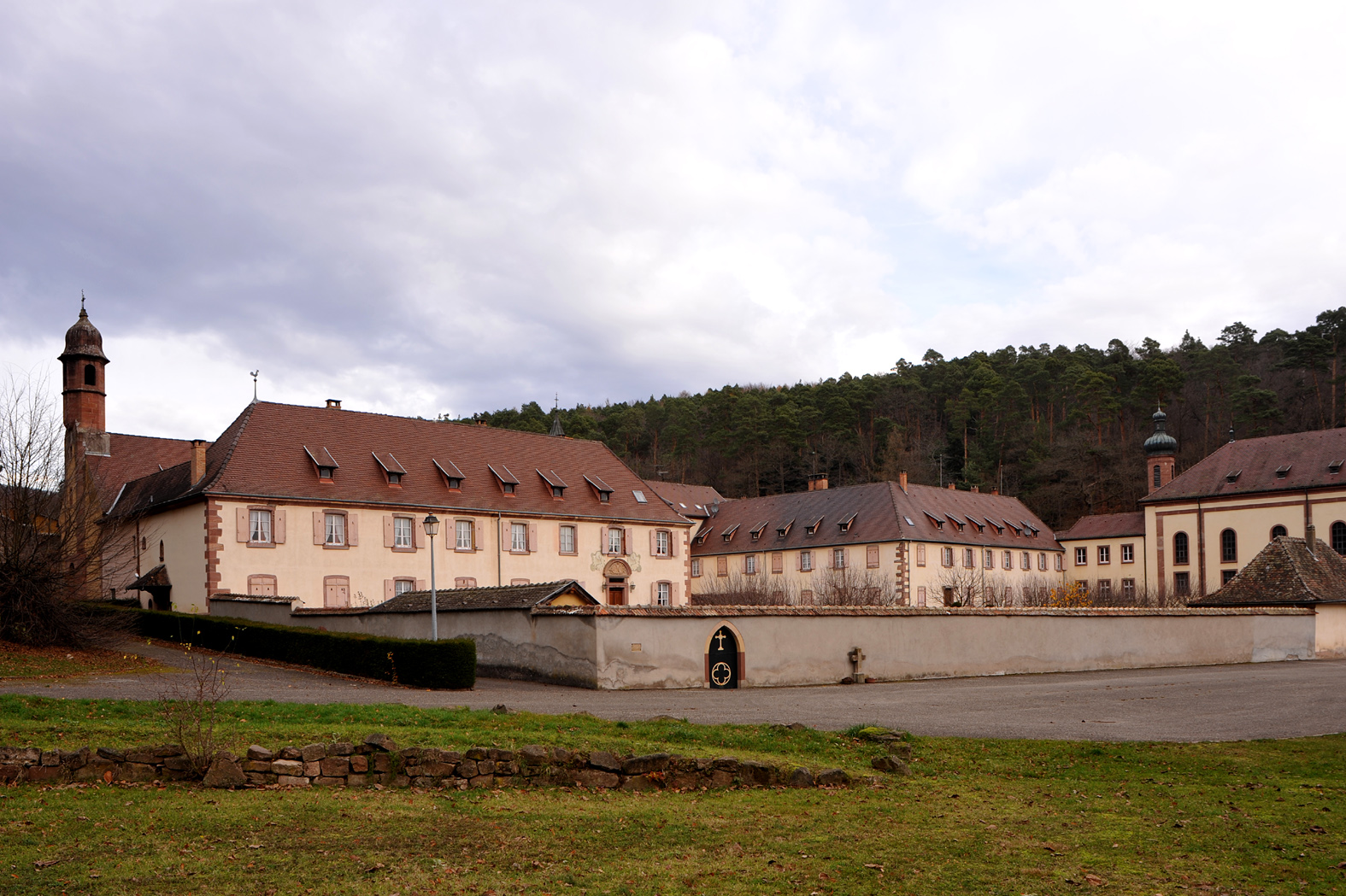
Kloster St. Marx

Das elsässische Nonnenkloster St. Marx (französisch Couvent Saint-Marc), gegründet um 1105, stand unter der Aufsicht des Benediktinerklosters St. Georgen im Schwarzwald und war bis zum 18. Jahrhundert ein Priorat des Schwarzwaldklosters.
Um 1105 datiert die historische Forschung die Gründung des dem heiligen Markus geweihten benediktinischen Nonnenklosters St. Marx beim elsässischen Rouffach. Vorher hatte dort eine Gemeinschaft von Mönchen bestanden, die aber einem Brand zum Opfer fiel. Der St. Georgener Abt Theoger (1088–1119) gründete nun das Frauenkloster, das gemäß einer Urkunde Papst Lucius’ III. (1181–1185) im Jahr 1184 der Seelsorge des St. Georgener Klosters unterstellt war. Um 1400 wird ein St. Georgener Mönch als Prior erwähnt, ebenso Besitz der Frauengemeinschaft in Geberschweier und Osenbach. Das St. Georgener Priorat gelangte im Jahr 1754 an das elsässische Kloster Ebersmunster.